# Partidul Res Publica
Partidul Res Publica (Erakond Res Publica în estonă) a fost  un partid politic din Estonia între 2001 și 2006. Partidul a făcut parte din guvern între 10 aprilie 2003 și 23 martie 2005, când liderul partidului, Juhan Parts, a fost prim-ministrul Estoniei.
În iunie 2006, Res Publica a fuzionat cu Uniunea Pro Patria, un alt partid conservator, pentru a forma Uniunea Pro Patria și Res Publica (Isamaa), care a obținut 17,9% din voturi la alegerile parlamentare de la 4 martie 2007.